# New Market (Alabama)
New Market é uma Região censo-designada localizada no estado americano de Alabama, no Condado de Madison.

## Demografia
Segundo o censo americano de 2000, a sua população era de 1864 habitantes.

## Geografia
De acordo com o United States Census Bureau, a localidade tem uma área de 44,5 km², sem área coberta por água. New Market localiza-se a aproximadamente 232 m acima do nível do mar.

## Localidades na vizinhança
O diagrama seguinte representa as localidades num raio de 32 km ao redor de New Market.